# 丹尼尔·T·吉尔伯特
丹尼尔·T·吉尔伯特（1957年11月5日—）是一位美国社会心理学家和作家，哈佛大学教授，主要作品有获得2007年英国皇家学会科学图书奖的《撞上幸福》（Stumbling on Happiness）等。